# Права адреса
Права адреса је југословенски телевизијски хумористички филм из 1968. године. Режирао га је Александар Ђорђевић, а сценарио је написао Гордан Михић.